# Gino van Wijk
Gino van Wijk (20 de febrero de 2002) es un deportista de los Países Bajos que compite en atletismo. Ganó una medalla de bronce en el Campeonato Europeo de Atletismo Sub-20 de 2019, en la prueba de 4 × 100 m.